# Baker-Kommission
Die Baker-Kommission, eigentlich Iraq Study Group (auch Irak-Kommission oder Irak-Studiengruppe (ISG)), war eine unabhängige Kommission, die am 15. März 2006 vom amerikanischen Kongress eingesetzt wurde, um eine unabhängige Beurteilung der Situation im Irak und Empfehlungen für künftige Strategien und Aktionen zu erarbeiten. Am 6. Dezember 2006 veröffentlichte die Iraq Study Group ihren Abschlussbericht.

## Mitglieder

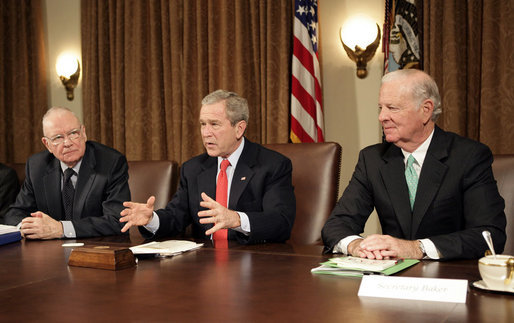
Lee H. Hamilton (links) und James Baker (rechts) mit George W. Bush bei der Vorstellung des Iraq Study Group Reports am 6. Dezember 2006

Die Kommission wurde vom früheren amerikanischen Außenminister James Baker und dem Demokraten und früheren Vizepräsidenten der Untersuchungskommission zu den Anschlägen des 11. Septembers Lee H. Hamilton geleitet. Weiterhin nahmen je vier Mitglieder der Republikanischen Partei und der Demokraten an der Kommission teil.
Als Unterstützung der Kommission diente ein 40-köpfiger Expertenstab, bei dessen Auswahl ebenfalls auf die ideologisch ausgewogene Ausrichtung geachtet wurde, um einen Konsens zu erleichtern. So war das Lager der sogenannten Neokonservativen, das den Irak-Krieg am stärksten befürwortet hatte, nur mit zwei Experten im Stab vertreten.

### Republikaner
Wie Baker und Hamilton galten auch die übrigen Mitglieder nicht als extreme Parteiideologen und sind nur zum Teil Außen- oder Sicherheitspolitiker. Die republikanischen Mitglieder waren Lawrence Eagleburger (Bakers Nachfolger als Außenminister unter Bush sen.), Edwin Meese (Justizminister unter Präsident Reagan), Sandra Day O’Connor (frühere Bundesrichterin) und der ehemalige Senator Alan K. Simpson.

### Demokraten
Die Demokraten wurden vertreten durch Leon Panetta (Stabschef unter Clinton), William Perry (früherer Verteidigungsminister), den Anwalt Vernon Jordan (ebenfalls ein Vertrauter Clintons) und den früheren Senator Chuck Robb.

### Ehemalige Mitglieder
Ursprünglich war auch Rudy Giuliani, früherer Bürgermeister von New York, Mitglied der Baker-Kommission. Er erklärte jedoch am 24. Mai 2006 aus zeitlichen Gründen seinen Rückzug und wurde durch Edwin Meese ersetzt.
Der frühere CIA-Direktor Robert Gates war ebenfalls Mitglied der Baker-Kommission, bis er am 8. November 2006 von US-Präsident George W. Bush zum Nachfolger von Donald Rumsfeld als Verteidigungsminister nominiert wurde. Für Gates rückte Lawrence Eagleburger in die Kommission auf.

## Entstehungsgeschichte der Kommission
Ungewöhnlich ist die Entstehung der ISG. Im Gegensatz zu früheren Kommissionen (wie z. B. der Warren-Kommission) wurde sie weder vom Präsidenten noch vom Kongress eingesetzt, obwohl sie durchaus offizielle Zustimmung genoss. Als geistiger Vater gilt der republikanische Abgeordnete Frank Wolf. Er regte im September 2005 nach einer Reise in den Irak an, eine „unabhängige und ausbalancierte Gruppe angesehener Individuen“ zu bilden, um die Irak-Frage zwei Jahre nach der Befreiung von der Diktatur mit „frischen Augen“ zu betrachten. Wolf wollte damit auch die zunehmenden Zweifel an der Notwendigkeit des militärischen Engagements dämpfen und warnte – angesichts des befürchteten Bürgerkrieges – vor den Konsequenzen eines Scheiterns. Er plante die Vorgangsweise zusammen mit den Chefs dreier „Denkfabriken“, dem Center for the Study of the Presidency, dem Institute of Peace und dem Center for Strategic and International Studies.
Um der Kommission größtmögliche Akzeptanz zu sichern, sollte sie von den Großparteien paritätisch besetzt werden. Zum demokratischen Co-Vorsitzenden wurde Lee Hamilton gewonnen, der schon in der Untersuchung zu den Terroranschlägen am 11. September 2001 tätig war und im Repräsentantenhaus die Ausschüsse für Außenpolitik und Geheimdienste leitete. Auf republikanischer Seite bot sich James Baker an, früherer Finanz- und Außenminister und Skeptiker des Irak-Engagements von Beginn an. Als alter Freund der Präsidentenfamilie wollte Baker die Kommission jedoch nur mit Einwilligung des Weißen Hauses übernehmen, nicht in Opposition dazu. Die drei „Denkfabrik-Experten“ warben deshalb im November 2005 bei Außenministerin Rice für ihr Anliegen, die schließlich Bushs Zustimmung erreichte.
Offiziell wurde die Irak-Studiengruppe am 15. März 2006 gegründet. Sie erhielt zwar kein offizielles Mandat, aber vom Kongress ein Budget von 1 Million Dollar. Die Mitglieder waren schon zuvor zwischen den zwei Vorsitzenden und den beteiligten Forschungsinstituten ausgehandelt worden, um beste Voraussetzungen für einen Konsens zu erreichen.

## Ergebnisse
Der Iraq Study Group Report wurde am 6. Dezember 2006 vorgestellt. In diesem Bericht forderte die Kommission eine Neuausrichtung der Irakpolitik der Vereinigten Staaten. Es wurde der Abzug aller Kampftruppen bis Anfang 2008 empfohlen, Einheiten sollten nur noch für die Schutzaufgaben und zur Ausbildung der irakischen Armee zurückbleiben. Zum Ausgleich müssten die diplomatischen Bemühungen um eine Lösung der Krisensituation verstärkt werden. Die Baker-Kommission verlangte dabei ausdrücklich die Einbeziehung von Syrien und dem Iran. Vor allem die letzte Forderung stieß auf Widerspruch bei der Regierung der Vereinigten Staaten, für die die Forderungen der Kommission nicht bindend waren.